# منطق فراسازگار
مَنطِق فراسازگار (به انگلیسی: Paraconsistent logic) به منطقی می‌گویند که با ناسازگاری یا تناقض، رفتاری خاص و ویژه دارد تا بتواند منطقی باشد که تاب‌آورندهٔ ناسازگاری باشد و به بی‌معنایی همه‌چیز نینجامد. در منطق کلاسیک از یک ناسازگاری یا تناقض هر چیزی را می‌توان نتیجه گرفت. این مسئله برخلاف شهود ماست و طبیعی نیست. من اگر به صورت ناسازگار بر آن باشم که نور ذره است و از سویی دیگر بر آن باشم که نور ذره نیست (موج است)، مجبور نیستم که بپذیرم تهران پایتخت فرانسه است. منطق کلاسیک این ارتباط را می‌پذیرد و منطق‌های فراسازگار می‌خواهند پاسخی برای این مشکل بیابند.

## انفجاریبودن
منطق کلاسیک انفجاری است؛ به این معنا که اگر یک تناقض در فرضیات باشد همه‌چیز از آن بیرون می‌آید و هر گزاره‌ای در آن اثبات‌پذیر می‌شود.
| ۱ | {\displaystyle P\land \neg P} | مقدمه     | مقدمه    |
| ۲ | {\displaystyle P\,}           | حذف عطف   | از ۱     |
| ۳ | {\displaystyle P\lor A}       | معرفی فصل | از ۲     |
| ۴ | {\displaystyle \neg P\,}      | حذف عطف   | از ۱     |
| ۵ | {\displaystyle A\,}           | قیاس فصلی | از ۳ و ۴ |

همان‌گونه که {\displaystyle A} به دلخواه انتخاب شد و اثبات شد، می‌توان نقیض آن و هر گزارهٔ دلخواه دیگر را با مراحلی مشابه اثبات کرد. منطقی که دارای این ویژگی است را انفجاری می‌گویند. منطق کلاسیک انفجاری است.
منطق صوری در ذات خود به شدت به تناقض حساس است. با قبول دو گزارهٔ متناقض در منطق کلاسیک، می‌توان هر نتیجه‌ای مانند {\displaystyle Q} را گرفت:
1. (۱) {\displaystyle P}
2. (۲) {\displaystyle \neg P}
3. (۳) {\displaystyle P\lor Q}
4. (۴) {\displaystyle Q}

در چنین منطقی حتی اگر یک تناقض در فرضیات باشد، همه‌چیز را می‌توان از آن بیرون کشید و هر گزاره‌ای اثبات‌پذیر می‌شود. در این بین یک روایت دیگر از منطق نیز وجود دارد، منطق فراسازگار (Paraconsistent logic). وجود تناقض در چنین منطقی به بی‌معنایی همه‌چیز نمی‌انجامد و چه بسا که راهی روان‌شناختی باشد که در تکامل زیستی انسان، برای پذیرش تعارضات بنیادین جهان شکل گرفته باشد.

## منطق‌های فراسازگار
منطق‌های فراسازگار زیادی ساخته شده و می‌توان ساخت.